# 蒂姆·卡迪希
蒂姆·卡迪希（英語：Tim Cuddihy，1987年5月21日—），生於圖翁巴，是一名澳大利亚男子射箭运动员。他曾获得2004年雅典奥运射箭男子个人项目铜牌。他也代表澳大利亚参加了团体赛，最终获得第6名。